# Dysdera tystshenkoi
Dysdera tystshenkoi este o specie de păianjeni din genul Dysdera, familia Dysderidae, descrisă de Dunin, 1989.
Este endemică în Turkmenistan. Conform Catalogue of Life specia Dysdera tystshenkoi nu are subspecii cunoscute.